# 中国2010年上海世界博览会墨西哥馆
31°11′10″N 121°28′41″E / 31.1860961°N 121.4779758°E
中国2010年上海世界博览会墨西哥馆是2010年上海世博会上代表墨西哥的展馆，位于世博园区C片区，其主题为“传承历史，面向未来，追求更加美好的生活”。设计师为艾德加·拉米雷斯（Edgar O. Ramirez）。墨西哥馆的国家馆日为2010年9月16日，这一天也正值墨西哥解放200周年纪念日。
墨西哥馆的核心是其屋顶上的“风筝森林”。这些总共135个“风筝”由回收的塑料制作而成，高度在2.4米至13米之间。风筝一词在墨西哥方言纳瓦特尔语中名为papalotl，而这一单词在西班牙语中则表示蝴蝶，展馆使用这一概念来表达墨西哥对未来的期待。而整个展馆内部则由三部分组成，分别为“回顾过去”、“了解现状”及“展望未来”。
在世博会期间，墨西哥馆还会设立“无锡日”。世博会后，展馆将会迁移到无锡滨湖区。